# 巴斯彗星
巴斯彗星（87P/Bus）是一顆週期彗星，軌道周期為6.5年，符合恩克型彗星的定義。
1981年舍爾特·巴斯（Schelte J. Bus）在位於澳大利亞賽丁泉天文台的1.2米英國施密特望遠鏡拍攝的一張底片上發現的。這項發現於1981年3月4日在國際天文學聯合會第3578號通函中公佈。隨後每次出現都被觀測到，最近一次是在2020年。
巴斯彗星核心的有效半徑估計為0.27±0.01公里，且呈拉長形，a/b比大於2.2，自轉週期估計為32±9小時。
1952年5月13日，巴斯彗星與木星的距離為0.0668天文單位，導致軌道周期從12.46年縮短至6.43年，近日點距離從4.43天文單位縮短至2.13天文單位。 
2023年2月24日，巴斯彗星再次近距離接近木星，距離為0.182天文單位，近日點距離變動為3.62天文單位，軌道周期為9.58年。

## 外部連結
- Orbital simulation Archive.today的存檔，存档日期2012-12-12 from JPL (Java) / Horizons Ephemeris
- 87P/Bus （页面存档备份，存于） – Seiichi Yoshida @ aerith.net

| 週期彗星                 | 週期彗星 | 週期彗星              |
| ------------------------ | -------- | --------------------- |
| 前一顆彗星 威爾德3號彗星 | 巴斯彗星 | 後一顆彗星 豪威爾彗星 |
| 週期彗星列表             |          |                       |